# Timboura-Birifor
Ne doit pas être confondu avec Timboura-Lobi.
Pour les articles homonymes, voir Birifor.
Timboura-Birifor est une localité située dans le département de Midebdo de la province du Noumbiel dans la région Sud-Ouest au Burkina Faso.

## Géographie
Le nom du village fait référence à l'ethnie peuple Birifor qui le constitue historiquement.

## Santé et éducation
Le centre de soins le plus proche de Timboura-Birifor est le centre de santé et de promotion sociale (CSPS) de Timboura-Lobi tandis que le centre médical avec antenne chirurgicale (CMA) de la province se trouve à Batié.